# Delia extensa
Delia extensa este o specie de muște din genul Delia, familia Anthomyiidae. A fost descrisă pentru prima dată de Huckett în anul 1951. Conform Catalogue of Life specia Delia extensa nu are subspecii cunoscute.